# Rádio Evangelizar
Rádio Evangelizar é uma emissora de rádio brasileira sediada em Curitiba, capital do estado do Paraná. Opera no dial AM, nas frequências 1060 kHz e 1430 kHz. É uma emissora de cunho religioso, e passou a ter esse nome a partir de 1.º de outubro de 2007, depois de ter sido comprada pelo padre Reginaldo Manzotti, fazendo parte da Rede Evangelizar de Comunicação. Também atua como uma rede de rádios, além de fazer parte da Rede Católica de Rádio.
Desde 1 de maio de 2017, assumiu a frequência pertencente à Lumen FM, do Grupo Lumen de Comunicação. A concessão, ligada a Fundação Champagnat, foi transferida para a Associação Evangelizar é Preciso e teve parecer favorável do Ministério Público do Paraná. Em 19 de maio de 2017, assumiu também a frequência da Rádio RB2, pertencente aos Missionários Redentoristas da Província do Estado de São Paulo. Com isso, a emissora passou a ter transmissão em ondas curtas.